# Módulo de actividad ampliable de Bigelow

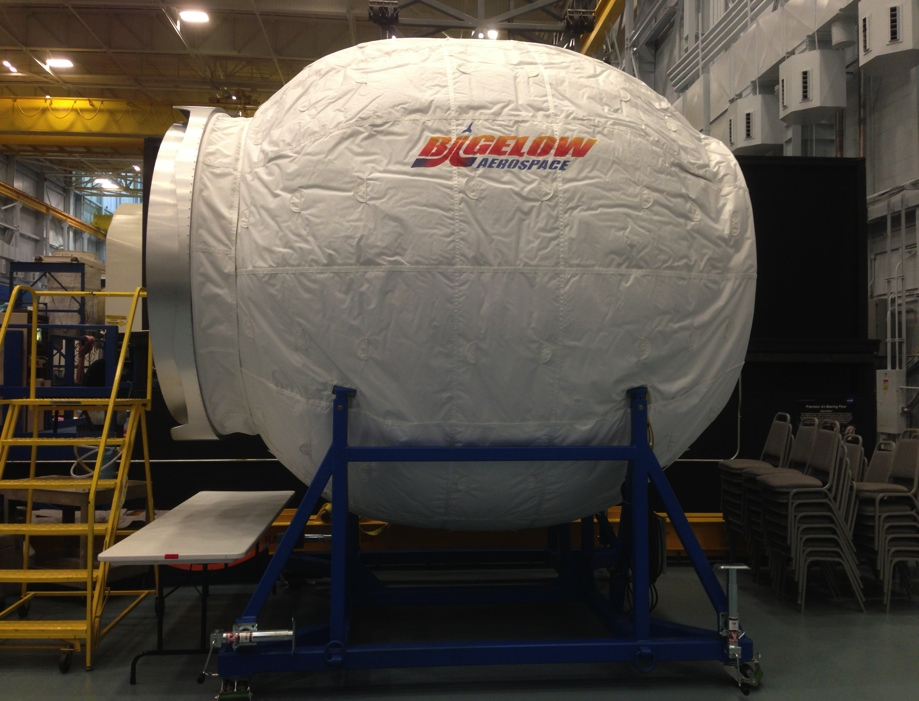
Maqueta a tamaño real de BEAM en JSC

El módulo de actividad ampliable de Bigelow (en inglés BEAM) es un módulo ampliable de la estación espacial siendo desarrollado por Bigelow Aerospace, bajo contrato con NASA, para su uso como un módulo provisional en la Estación Espacial Internacional (ISS) desde 2016 a 2018. Bigelow tenía planes para construir un segundo módulo de Beam como un compartimiento estancado para la Estación Espacial Comercial de Bigelow. Lanzado el 8 de abril de 2016 en un Falcon 9